# Episodi de L'ispettore Barnaby (ventitreesima stagione)
La ventitreesima stagione del telefilm L'ispettore Barnaby è stata distribuita da Acorn TV nel Regno Unito. 
In Italia, la stagione è andata in onda dal 18 dicembre 2022 al 28 marzo 2023 su Giallo.
| nº | Titolo originale        | Titolo italiano           | Pubblicazione UK | Prima TV UK      | Prima TV Italia  |
| -- | ----------------------- | ------------------------- | ---------------- | ---------------- | ---------------- |
| 1  | The Blacktrees Prophecy | La somma delle loro paure | 12 dicembre 2022 | 14 aprile 2024   | 18 dicembre 2022 |
| 2  | The Debt of Lies        | Segreti e bugie           | 19 dicembre 2022 | 16 luglio 2024   | 14 marzo 2023    |
| 3  | A Grain of Truth        | I semi della discordia    | 26 dicembre 2022 | 23 luglio 2024   | 21 marzo 2023    |
| 4  | Dressed to Kill         | Drag Queen Vs Domino      | 2 gennaio 2023   | 10 novembre 2024 | 28 marzo 2023    |